# Epinephelus nigritus
Epinephelus nigritus es una especie de peces de la familia Serranidae en el orden de los Perciformes.

## Morfología
• Los machos pueden llegar alcanzar los 230 cm de longitud total.

## Distribución geográfica
Se encuentra en el  Atlántico occidental.
En el Golfo de Cariaco estado Sucre 
Venezuela mar Caribe
En Venezuela le dicen Mero Batotero. se ve con frecuencia en las cosas de Oriente